# Ryan de Vries
Ryan de Vries (14 de septiembre de 1991 en Ciudad del Cabo) es un futbolista sudafricano nacionalizado neozelandés que juega como delantero en el Auckland City FC de la New Zealand National League.

## Carrera
En 2009 debutó en el Waitakere United, club con el que se coronó en cuatro ocasiones campeón de la liga neozelandesa y en otra oportunidad de la Charity Cup. En 2013 fue contratado por el Auckland City, clásico rival del Waitakere. Luego de ganar nueve títulos con los Navy Blues, abandonó el club a principios de 2018 para firmar con el Gifu de la J2 League japonesa.

### Clubes
| Club             | País          | Año             | Partidos | Goles |
| ---------------- | ------------- | --------------- | -------- | ----- |
| Waitakere United | Nueva Zelanda | 2009 - 2013     | 78       | 31    |
| Auckland City    | Nueva Zelanda | 2013 - 2018     | 102      | 48    |
| Gifu             | Japón         | 2018 - 2019     | 54       | 8     |
| Sligo Rovers     | Irlanda       | 2020 - 2021     | 40       | 6     |
| Auckland City    | Nueva Zelanda | 2022 - Presente | 14       | 5     |
| Total carrera    | Total carrera | Total carrera   | 288      | 98    |

### Selección nacional
Disputó para Nueva Zelanda el amistoso jugado el 31 de marzo de 2015 ante Corea del Sur.

#### Partidos y goles internacionales
| Partidos y goles internacionales | Partidos y goles internacionales | Partidos y goles internacionales | Partidos y goles internacionales | Partidos y goles internacionales | Partidos y goles internacionales | Partidos y goles internacionales |
| #                                | Fecha                            | Estadio                          | Rival                            | Resultado                        | Competición                      | Gol(es)                          |
| -------------------------------- | -------------------------------- | -------------------------------- | -------------------------------- | -------------------------------- | -------------------------------- | -------------------------------- |
| 2015                             |                                  |                                  |                                  |                                  |                                  |                                  |
| 1                                | 31 de marzo                      | Estadio Mundialista, Seúl        | Corea del Sur                    | 0 – 1                            | Amistoso                         |                                  |

## Palmarés

### Torneos nacionales
| Título               | Club             | País          | Año     |
| -------------------- | ---------------- | ------------- | ------- |
| Campeonato de Fútbol | Waitakere United | Nueva Zelanda | 2009-10 |
| ASB Premiership      | Waitakere United | Nueva Zelanda | 2010-11 |
| ASB Premiership      | Waitakere United | Nueva Zelanda | 2011-12 |
| Charity Cup          | Waitakere United | Nueva Zelanda | 2012    |
| ASB Premiership      | Waitakere United | Nueva Zelanda | 2012-13 |
| Charity Cup          | Auckland City    | Nueva Zelanda | 2013    |
| ASB Premiership      | Auckland City    | Nueva Zelanda | 2013-14 |
| ASB Premiership      | Auckland City    | Nueva Zelanda | 2014-15 |
| Charity Cup          | Auckland City    | Nueva Zelanda | 2015    |
| Charity Cup          | Auckland City    | Nueva Zelanda | 2016    |

### Torneos internacionales
| Título            | Club          | Sede       | Año  |
| ----------------- | ------------- | ---------- | ---- |
| Liga de Campeones | Auckland City | Auckland   | 2014 |
| Liga de Campeones | Auckland City | Suva       | 2015 |
| Liga de Campeones | Auckland City | Auckland   | 2016 |
| Liga de Campeones | Auckland City | Wellington | 2017 |
| Liga de Campeones | Auckland City | Auckland   | 2022 |
| Liga de Campeones | Auckland City | Port Vila  | 2023 |
| Liga de Campeones | Auckland City | Pirae      | 2024 |